# Michael Parkhurst
Michael Parkhurst (* 24. Januar 1984 in Providence, Rhode Island) ist ein ehemaliger US-amerikanischer Fußballspieler irischer Abstammung. Parkhurst wurde hauptsächlich als Außenverteidiger eingesetzt.

## Karriere

### Im Verein
Parkhursts erster Profiverein war Bradenton Academics, für die er auch schon in der Jugend spielte. Schon in seiner ersten Saison als Profi war er Stammspieler. Am Ende der Spielzeit wurde er mit dem „MLS Rookie of the Year Award“ als bester Nachwuchsspieler ausgezeichnet. 2008 wechselte Parkhurst zum dänischen Erstligisten FC Nordsjælland, wo er fünf Jahre blieb. Am 1. März 2009 gab er sein Debüt. In der folgenden Saison verlor er aufgrund einer Verletzung seinen Stammplatz, den er sich jedoch in der folgenden Saison wieder zurückerkämpfte. Mit Nordsjælland gewann Parkhurst den dänischen Meistertitel in der Saison 2011/12 und 2009/10 sowie 2010/11 den dänischen Fußballpokal. Bei 106 Spielen schoss er vier Tore. Während der Wechselperiode im Winter 2012/13 wechselte Parkhurst zum Bundesligisten FC Augsburg. Er unterschrieb einen Zweieinhalbjahresvertrag bis Ende Juni 2015. Sein Debüt gab er am 21. Spieltag beim 1:1-Unentschieden im Heimspiel gegen den 1. FSV Mainz 05, wo er für Ronny Philp eingewechselt wurde. Auch am nächsten Spieltag spielte er für Augsburg. Am 13. Januar 2014 löste Parkhurst seinen Vertrag mit dem FC Augsburg vorzeitig auf. Kurz nach der Vertragsauflösung nahm ihn Columbus Crew unter Vertrag. Bei der Crew spielte er bis zum Ende der Saison 2016, wobei er die Mannschaft in den Spielzeiten 2015 und 2016 als Kapitän auf den Platz führte.
Am 11. Dezember 2016 wechselte er innerhalb der Liga zu Atlanta United.

### Nationalmannschaft
Parkhurst besitzt neben dem amerikanischen auch einen irischen Pass und hätte so auch für die irische Nationalmannschaft spielen dürfen. 2007 wurde Parkhurst aber erstmals für den US-Kader nominiert. Sein erstes Länderspiel bestritt er gegen Trinidad und Tobago am 9. Juli 2007. Bei den Olympischen Sommerspielen 2008 nahm er mit dem U-23 Kader der USA teil.

## Erfolge
- mit Atlanta United
  - MLS-Cup-Sieger: 2018